# قريضة مبيضة

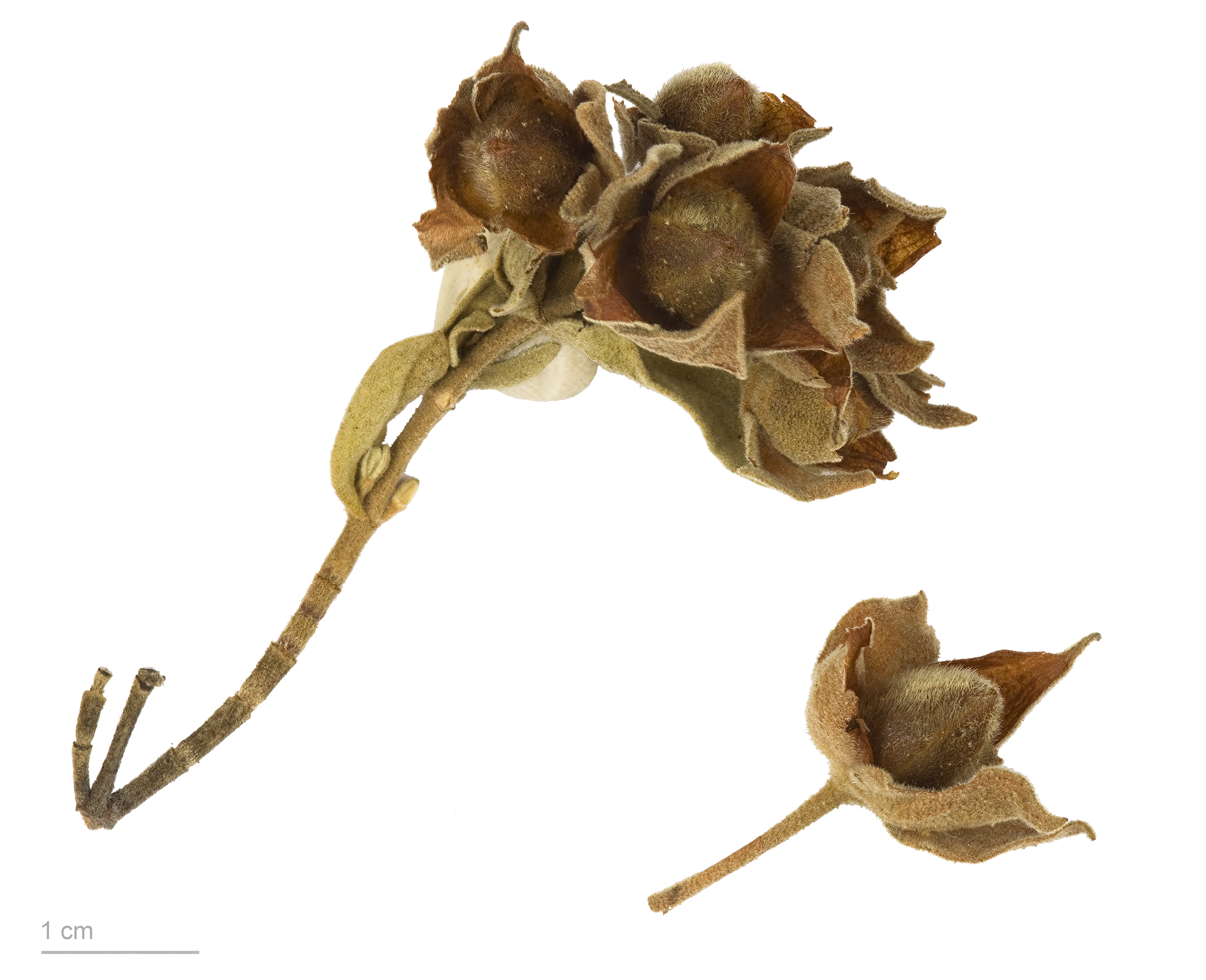
قريضة مبيضة

القريضة المُبيضة نوع نباتي يتبع جنس القريضة من الفصيلة القريضية (باللاتينية: Cistaceae).

## الموئل والانتشار
موطن هذا النبات المناطق المتوسطية في المغرب العربي وإسبانيا والبرتغال وجنوب فرنسا.